# Henri Édouard Truchot
Pour les articles homonymes, voir Truchot.
Henri Édouard Truchot, dit aussi parfois à tort Jean Truchot, est un peintre français, né le 3 mai 1798 à Bliescastel (alors un des chefs-lieux de canton du département français de la Sarre) et mort le 18 août 1822 à Paris où il est inhumé,.

## Biographie
Henri Édouard Truchot a exposé aux Salons de 1819, de 1822 et de façon posthume à celui de 1824.
La Société des Trente, dont Truchot était membre, a fait élever un monument funéraire à sa mémoire à Paris au cimetière du Père-Lachaise : la plaque commémorative repose, tel un tableau, sur un chevalet de pierre où, à un support est accrochée une palette.

La vente après décès des tableaux et croquis de Truchot a lieu à Paris, le 28 octobre 1822.
Ferréol de Bonnemaison écrit à son propos : « Des effets bien entendus, une touche libre et large, une couleur vigoureuse et transparente, voilà les qualités qui distinguent cet ouvrage, dont l’apparition promit à notre école et aux arts un peintre de plus. Pourquoi la mort a-t-elle si tôt éteint de si belles espérances ? »

## Voyages pittoresques et romantiques dans l'ancienne France
Truchot a participé à l'illustration des Voyages pittoresques et romantiques dans l'ancienne France, ceci pour le volume Ancienne Normandie. Vol. 1 [1820].
- Planche VI, Entrée de l’abbaye de Jumièges, côté de l’occident.
- Planche XXIX, Ruines du château d’Harcourt à Lillebonne.
- Planche XXXIX, Murs extérieurs du château de Tancarville.
- Planche LI, Escalier du clocher de l’église de Graville.
- Planche LVII, avec Leprince, Abbaye de Montivilliers, côté de l’occident.

## Salons

### Salon de 1819
Truchot est cité domicilié au no 186, rue du Faubourg-Saint-Martin à Paris.
- No 1089 : Ruines d'un château des quatre fils Aymon. Ses restes subsistent encore à Saint-André de Cubsac sur la Dordogne à cinq lieues de Bordeaux.
- No 1090 : Vue des environs de Bordeaux, prise sous la porte de l’église de Lormont.
- No 1091 : Voûte gothique ruinée qui servait d'entrée au château de Villendrot [Villandraut]. Ce tableau appartient à la société des Amis des Arts.
- No 1092 : Un intérieur de couvent. Abeilard relisant une lettre d'Héloïse.
- No 1093 : Un cloître. Héloïse en prières sur les marches d'un autel.

Ces deux tableaux appartiennent à Mlle Bigottini de l’Opéra.

### Salon de 1822

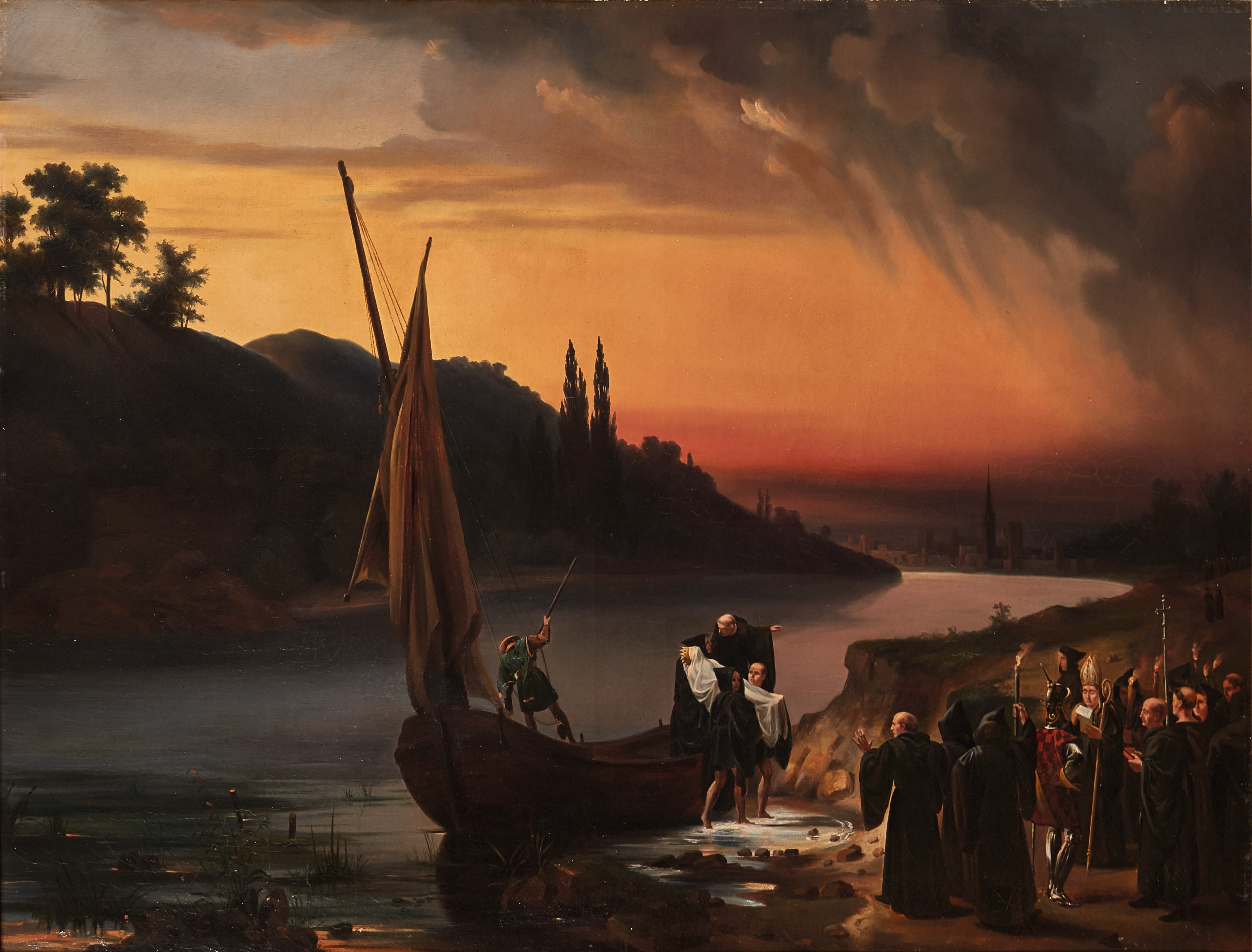
Le Convoi d'Isabeau de Bavière

Truchot est alors domicilié 23, rue de Bellefond à Paris.
- No 1258 : Convoi d’Isabeau de Bavière. Cette reine de France mourut à Paris au pouvoir des Anglais, auxquels elle avait livré la France, au détriment de son fils Charles VII. Justement méprisée et oubliée, on ne lui fit point de funérailles : son corps fut remis à un batelier pour le transporter par la Seine à l'abbaye de St.-Denis ; un officier seulement fut chargé de l'accompagner et de remettre une lettre à l'abbé.
- No 1259 : Intérieur du grand escalier du palais de Monseigneur le duc d’Orléans, au Palais royal (les figures sont de Leprince).
- No 1260 : Vue du Mont-Saint-Michel au péril de la mer, en Normandie. Les Anglais en 1423 assiégeaient ce rocher ; maîtres de plusieurs parties très-importantes du château, ils étaient parvenus jusque sur la plateforme où se trouve l'escalier qui conduit à l'abbaye, Lorsque Jean Delahaye, chevalier Breton, les arrêta, et défendit seul ce passade avec une intrépidité qui les étonna. Il fut bientôt secouru dans un combat si inégal : les Anglais furent repousses, abandonnèrent deux pièces de canon et se rembarquèrent. Le château était défendu par cent dix-neuf gentilshommes Bretons dont l'histoire a conservé les noms. (M. d. R.)».
- No 1261 : Henri, comte de Bouchage, frère puiné du duc de Joyeuse, dans l'intérieur du cloître. Vicieux, pénitent, courtisan, solitaire, il prit, quitta, reprit la cuirasse et la haire.
- No 1262 : Intérieur de chapelle. Clodoalde, connu dans la légende sous le nom de Saint-Cloud, se cacha dans les lieux qui portent ce nom aujourd'hui. Ce jeune prince y coupa ses cheveux au pied des autels ; renonçant au diadème des rois, il voulut mériter l'auréole des saints.

Ces deux tableaux appartiennent à Mme la marquise de Lauriston.
- No 1263 : Intérieur de l'église abandonnée des prés Saint-Gervais, près Paris.
- No 1264 : Vue de l’église de Cantorbéry en Angleterre. Ce tableau appartient à M. le comte d’Houdetot.
- No 1265 : Restes d'un monument d'architecture saxonne attenant à l'abbaye de Cantorbéry, en Angleterre. Ce tableau appartient à M. du Sommerard.

Œuvres d’Engelmann d’après Truchot :
- No 1551 : Vue de l’abbaye de Jumièges, par M. Truchot.
- No 1552 : Abbaye de Montivilliers, par MM. Truchot et Leprince.

### Salon de 1824
Exposition posthume
- (Feu) N° 1636 : Vue de l'église du Mont-Saint-Michel, les figures sont de Xavier Leprince.

## Œuvres dans les collections publiques
- Cherbourg-Octeville, musée Thomas-Henry : Brunehaut et Mérovée, don de Thomas Henry. Pour ce tableau, acquis en 1835 le site Joconde donne une information erronée : le prénom indiqué est Jean alors que  ce Jean Truchot est né en 1870. .
- Montpellier, musée Fabre : Cour intérieure de l'hôtel de Cluny, dessin, don d'Antoine Valedau en 1836.
- Paris, musée de la Légion d'honneur : Vue du Mont-Saint-Michel au péril de la mer, en Normandie, déposé par le musée du Louvre en 1874, localisation actuelle inconnue[10].